# Ildemaro Fernández
Ildemaro de Jesús Fernández Uzcátegui (Mérida, 27 de diciembre de 1961) es un exfutbolista venezolano, que durante su carrero jugaba como delantero central. Actualmente es Asistente Técnico de Estudiantes de Mérida de la Primera División de Venezuela

## Carrera

### Clubes
Comenzó su carrera futolística en 1980 al ingresar en las filas del club Estudiantes de Mérida. En las diez temporadas que militó para el club andino se convertiría en uno de sus principales jugadores, ganando dos campeonatos de la Primera División en 1980 y en 1985. 
Para la temporada 1990-1991 fue transferido al Mineros de Guayana. En dicha campaña anotó 15 goles para el conjunto negriazul, convirtiéndose en el máximo goleador de dicha edición junto con Alexander Bottini del Monagas. En 1995 volvió a Estudiantes para la temporada 1995-1996, la cual marcó su retiro del fútbol profesional el 16 de octubre de 1996, luego de una victoria ante el Deportivo Táchira.

### Selección nacional
Fernández vistió por primera vez la camiseta vinotinto en 1983 al ser convocado en la plantilla que disputó el torneo de fútbol de los IX Juegos Panamericanos. Ese mismo año, fue incluido por la selección nacional de mayores en la nómina para la Copa América 1983, debutando en el segundo partido del Grupo A frente a Chile. Así mismo, integró el equipo seleccionado para la Copa América 1987, jugando solamente el partido contra Brasil.
Fue convocado también para la Copa América 1989, jugando tres de los cuatro partidos del Grupo A. Ese mismo año participó en tres partidos de las clasificatorias sudamericanas al Mundial de 1990. Anotó su único gol con la selección en el partido de ida ante Chile.
Posteriormente fue convocado para la Copa América 1991, donde jugó su último partido con Venezuela en el encuentro frente a Argentina. En total, jugó 14 partidos con la selección «vinotinto».

## Palmarés

### Campeonatos nacionales
| Título                        | Club                  | País      | Año  |
| ----------------------------- | --------------------- | --------- | ---- |
| Primera División de Venezuela | Estudiantes de Mérida | Venezuela | 1980 |
| Primera División de Venezuela | Estudiantes de Mérida | Venezuela | 1985 |

### Distinciones individuales
| Distinción                             | País      | Año     |
| -------------------------------------- | --------- | ------- |
| Máximo goleador de la Primera División | Venezuela | 1990-91 |